# Seleção Espanhola de Rugby Union
A Seleção Espanhola de Rugby Union é a equipe que representa a Espanha em competições internacionais de Rugby Union.
O rugby union na Espanha remonta a 1901, embora a Espanha só tenha disputado sua primeira partida internacional em 1929, vencendo a Itália por 9–0 em Barcelona.